# Hohenberg, Lower Austria
Hohenberg là một thị xã thuộc huyện Lilienfeld trong bang Niederösterreich.